# Ach (divinité)
Pour les articles homonymes, voir Ach.
Ach est une divinité libyenne, et une divinité égyptienne d'origine libyque, dieu du désert libyen du Sahara.
Au départ nommé Ash, il fut par la suite appelé Sha.
Connu en tant que « seigneur de la Libye », il est représenté sous forme humaine, parfois avec une tête de faucon, ou encore, en de rares occasions, avec la tête du dieu Seth.
Il a été en particulier associé aux oasis fertiles du désert dont le produit était estimé en Égypte antique. Il était le protecteur des routes où passaient les caravanes. En sa qualité de dieu de désert, il a été identifié avec le dieu Seth à l'époque dynastique, peut-être même durant l'époque archaïque, car depuis lors, il est appelé celui d'Ombos, empruntant à Seth son aspect iconographique et lui étant complètement fusionné.
Ash, durant les premiers temps de l'histoire pharaonique, ne possédait pas de connotations négatives, personnalité qu'il adoptera en étant identifié avec Seth et en pénétrant dans le mythe osirien.
Dans la mythologie égyptienne, on le trouve au chapitre XCV du Livre des morts des Anciens Égyptiens.